# Hystrix depereti
Hystrix depereti — вимерлий вид їжатців (Hystrix). Є три колекції виду: пліоцен Франції (1 колекція) та міоцен Італії (2). Типовий екземпляр: MNHN PR-25, нижня щелепа (з p4–m3); типовим місцем є Batterie du Serrat d'en Vacquer, що в пліоценовому річковому алевроліті/пісковику у Франції.